# Lomaria matsumureana
Lomaria matsumureana là một loài dương xỉ trong họ Blechnaceae. Loài này được Makino mô tả khoa học đầu tiên năm 1894.
Danh pháp khoa học của loài này chưa được làm sáng tỏ. 